# Налепа, Тадеуш
Тадеуш Налепа (28 августа 1943, Зглобень — 4 марта 2007, Варшава) — польский музыкант, певец и гитарист, отец польского блюза, начал свою карьеру с выступления на Фестивале молодых талантов в Щецине 1963, где вместе с Мирой Кубасиньской покорил публику. Через два года Налепа основал свою первую группу «Blackout», которая быстро набрала популярность у публики. Основным плодом творчества Blackout’а стал лонгплей, названный очень просто «Blackout», а также много хитовых синглов и «четверок».
Т.Налепа признан музыкальной общественностью одним из самых ярких польских музыкантов, оказавших сильное влияние на польскую музыку, как поэт, композитор и исполнитель.
В 1968 году Тадеуш Налепа, посоветовавшись с Франтишеком Валицким, дал Blackout новое название — Breakout.

## Группа
Первый состав группы:

Тадеуш Налепа — гитара, вокал

Мира Кубасиньска — вокал

Кшиштоф Длутовски — орган

Януш Зелиньски — бас

 Юзэф Хайдаш — ударные
Этот состав группы дал свой дебютный концерт 21 февраля 1968 года в одном из польских клубов. На протяжении нескольких месяцев «Breakout» давал концерты в голландских клубах, где их считали британской группой. В репертуаре, кроме всего прочего, были кавера на группы «Cream» и «Vanilla Fudge». Заработав таким нехитрым образом деньги на новое оборудование и музыкальные инструменты, группа добилась особенного, уникального звучания. В 1969 появляется их первый диск «Na Drugim Brzegu Teczy». Произведения, содержащийся на нём, напоминают «хендриксовские» мотивы и очень «породистые» произведения ещё времен Blackout’а. В записях также принял участие джазмен Влодзимеж Нагорный, который исполнил виртуозные сольные партии.
Второй лонгплей группы, «70А», порождает смену стиля «Breakout» и переход к стилю блюз-рока. С блюзом впервые Тадеуш Налепа познакомился в 1965 году, когда в Польше давала гастроли популярная группа «Animals».
Изменялся и состав группы. Влодзимеж Нагорный перестал сотрудничать с «Breakout», объяснив это надоедливостью «рокерского» образа жизни. На место басиста Михала Музольфа взошёл Скшек,Юзэф/Юзэф Скшек, который очень быстро, после ссоры с Хайдашем, также ушёл из группы. Фактически, каждый альбом группы с тех пор был записан с разным составом музыкантов.
С 1971 года Тадеуш Налепа проводит черту между своим творчеством и делит его на репертуар блюзроковый, издававшийся с подписью «Breakout», и более легкий, мелодичный, выпускаемый на сольных альбомах Миры Кубасиньской. Группа «Breakout» записала уникальные, вскоре ставшие легендарными блюзовые альбомы — «Blues», «Karate» и «Kamienie». Под именем Миры Кубасиньской появились также альбомы «Mira» и «Ogien», содержащие творчество на стыке рок- и поп-музыки.
Объединились эти направления только в 1977 году на пластинке «NOL» («Неопознанный летающий объект»), произведения которое отличились клавишными партиями. В 1979 издается последняя пластинка группы, «ZOL» («Опознанный летающий объект»). Выпущенный в том же году альбом «Żagiel ziemi» сложно включить в их дискографию. Тексты песен, прославляющие спорт, не могли найти интерес у любителя блюза. В 1980 «Breakout» пришёл конец.
Тадеуш Налепа отдохнул 2 года и снова вернулся в музыку. Уже в декабре 1982 года в хит-парадах появилась песня «To mój blues». Ещё через пару лет популярность набрала песня «Nauczyłem się niewiary». В 1986 появился первый лонгплей под именем Налепы, «Live 1986», являющийся, по сути, просто записью не очень сильного концерта.
Поразила, в плохом смысле, многих пластинка «Sen Szaleńca», 1987. Сессионными музыкантами на которой были, кроме прочих, джазмен Томаш Шукальски и гитарист Анжей Новак. Уже через год вышел ещё один альбом Налепы, «Numero Uno», записанный с группой «Dżem». В 1989 появился двойной сборник, с записями разных составов сольной карьеры Налепы, сделанные с 1982 по 1988 годы, и названный «To mój blues». По мнению многих, одно из лучших сольных изданий Налепы.
В 1990-х годах появлялись ещё альбомы, как с подписями Налепы, так и с подписями «Breakout», но к сожалению, это была совсем другая музыка…
Умер Налепа 4 марта 2007 года из-за серьёзной болезни пищеварительной системы.

## Дискография

### Breakout
1. Na drugim brzegu tęczy (1969)
2. 70a (1970)
3. Blues (1971)
4. Mira (1972)
5. Karate (1972)
6. Ogień (1973)
7. Kamienie (1974)
8. NOL (1976)
9. ZOL (1979)
10. Żagiel Ziemi (1979)

### Сольная карьера
1. Tadeusz Nalepa (1985)
2. Tadeusz Nalepa promotion After Blues (1985)
3. Live 1986 (1986)
4. Sen szaleńca (1987)
5. Numero Uno (with Dżem (1987)
6. To mój blues vol. I + II (1991)
7. Absolutnie (1991)
8. Jesteś w piekle (1993)
9. Pożegnalny cyrk (1994)
10. Najstarszy zawód świata (1995)
11. Flamenco i blues (1996)
12. Zerwany film (1999)
13. Dbaj o miłość (compilation) (2001)
14. Sumienie (2002)
15. 60 urodziny (2006)
16. 1982—2002 (13 CDs) (2006)